# Yoichi Naganuma
Yoichi Naganuma (født 14. april 1997) er en japansk fodboldspiller, som spiller for den japanske fodboldklub Ehime FC.